# Čirok dvoubarevný

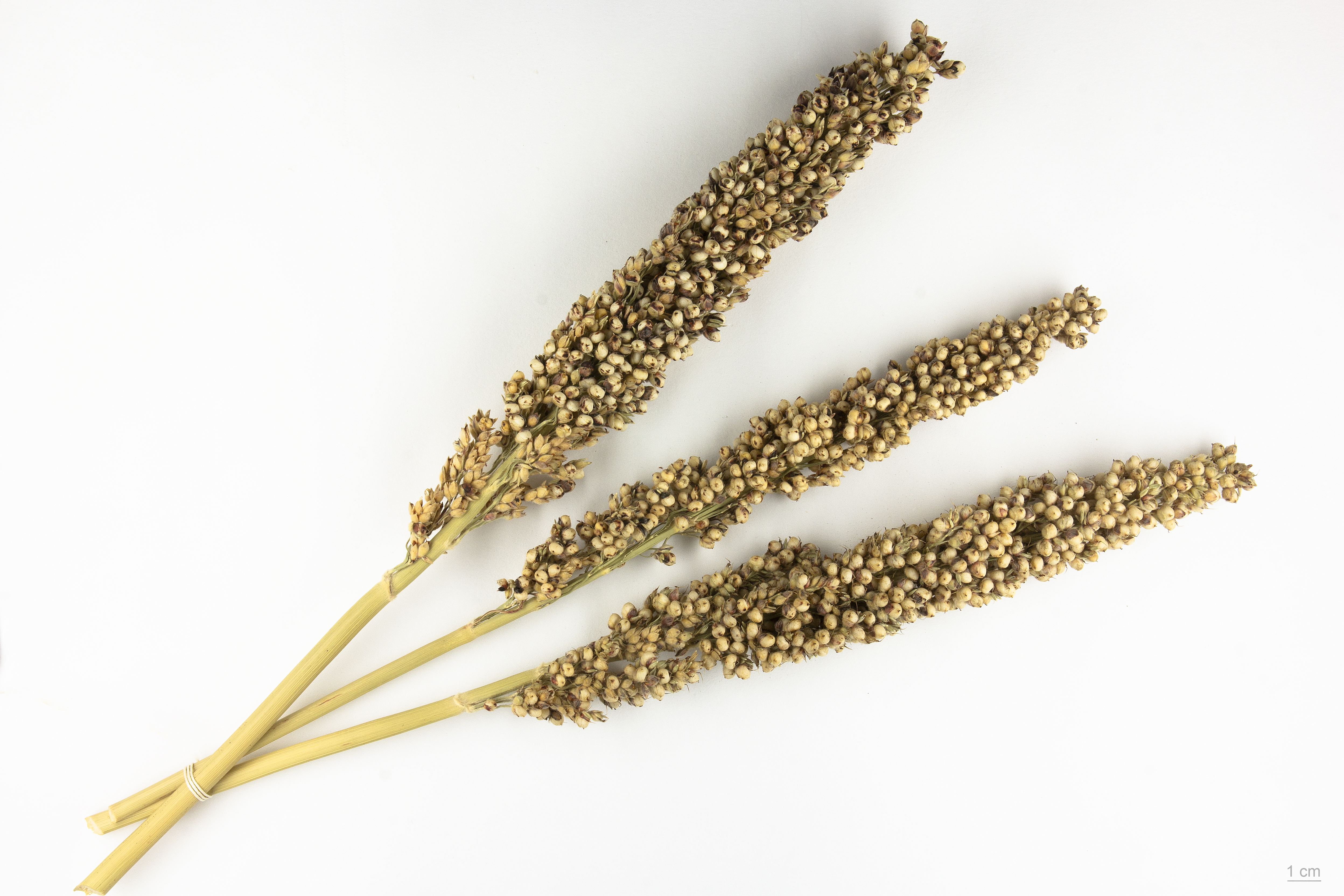
Sorghum bicolor Moderne

Čirok dvoubarevný (Sorghum bicolor; syn. Sorghum vulgare) je nejrozšířenější druh čiroku pěstovaný celosvětově. Tento čirok se dělí na čtyři významné variety:
- Sorghum bicolor var. eusorghum – tzv. „čirok zrnový“
- Sorghum bicolor var. saccharatum – tzv. „čirok cukrový“
- Sorghum bicolor var. technicum – tzv. „čirok technický“ (metlový)
- Sorthum bicolor var. sudanense – tzv. „súdánská tráva“

## Čirok zrnový
Je pěstován pro zrno, ze kterého se vyrábí mouka. Řadí se k tzv. „malozrným obilninám“. Podle tvaru květenství a zrna se rozlišuje pět skupin. Všechny pochází z Afriky. Patří sem:
- skupina Kafir
- skupina Bicolor
- skupina Durra
- skupina Guinea
- skupina Caudatum

## Čirok cukrový
Pěstuje se v subtropech jako zdroj sacharidů (zejména monosacharidů), ze kterých se vyrábí cukr. Tyto sacharidy se získávají ze stébel. Zbylá biomasa se zkrmuje zvířatům.

## Čirok technický
Čirok technický, někdy též nazývaný „metlový“, se pěstuje zejména pro pevné laty, ze kterých se vyrábějí košťata a kartáče. Zrno se používá ke krmným účelům jako vedlejší produkt.

## Čirok súdánský
Tzv. súdánská tráva. Pěstuje se hlavně v Africe, kde se využívá jako krmivo pro zvířata (zelená píce).